# BinckBank Tour 2018
14. edycja BinckBank Tour odbyła się w dniach 13 - 19 sierpnia 2018 roku. Trasa tego wyścigu kolarskiego liczyła siedem etapów, o łącznym dysatnsie 1 122,4 km. Wyścig zaliczany był do rankingu światowego UCI World Tour 2018.

## Uczestnicy
Na starcie wyścigu stanęły 23 ekipy. Wśród nich wszystkie osiemnaście ekip UCI World Tour 2018 oraz pięć zaproszonych przez organizatorów.
| Numery  | Kod | Drużyna            |
| ------- | --- | ------------------ |
| 1-7     | SUN | Team Sunweb        |
| 11-17   | QST | Quick-Step Floors  |
| 21-27   | MTS | Mitchelton-Scott   |
| 31-37   | SKY | Team Sky           |
| 41-47   | BOH | Bora-Hansgrohe     |
| 51-57   | BMC | BMC Racing Team    |
| 61-67   | MOV | Movistar Team      |
| 71-77   | AST | Astana Pro Team    |
| 81-87   | TBM | Bahrain-Merida     |
| 91-97   | ALM | Ag2r-La Mondiale   |
| 101-107 | TLJ | Team LottoNL-Jumbo |
| 111-117 | LTS | Lotto Soudal       |

| Numery  | Kod | Drużyna                      |
| ------- | --- | ---------------------------- |
| 121-127 | UAD | UAE Team Emirates            |
| 131-137 | EFD | EF Education First–Drapac    |
| 141-147 | TFS | Trek-Segafredo               |
| 151-157 | GFC | Groupama–FDJ                 |
| 161-167 | KAT | Team Katusha-Alpecin         |
| 171-177 | DDD | Dimension Data               |
| 181-187 | SVB | Sport Vlaanderen–Baloise     |
| 191-197 | RNL | Roompot-Nederlandse Loterij  |
| 201-207 | WGG | Wanty-Groupe Gobert          |
| 211-217 | WVA | WB Aqua Protect Veranclassic |
| 221-227 | VWC | Verandas Willems-Crelan      |

## Przebieg trasy
| Etap | Data        | Trasa                        | Dystans  | Typ | Typ                        | Zwycięzca           | Lider          |
| ---- | ----------- | ---------------------------- | -------- | --- | -------------------------- | ------------------- | -------------- |
| 1    | 13 sierpnia | Heerenveen > Bolsward        | 177,3 km |     | płaski                     | Fabio Jakobsen      | Fabio Jakobsen |
| 2    | 14 sierpnia | Venray                       | 12,7 km  |     | jazda indywidualna na czas | Stefan Küng         | Stefan Küng    |
| 3    | 15 sierpnia | Aalter > Antwerpia           | 166 km   |     | płaski                     | Taco van der Hoorn  | Matej Mohorič  |
| 4    | 16 sierpnia | Blankenberge > Ardooie       | 165,5 km |     | płaski                     | Jasper Stuyven      | Matej Mohorič  |
| 5    | 17 sierpnia | Sint-Pieters-Leeuw > Lanaken | 209,2 km |     | płaski                     | Magnus Cort Nielsen | Matej Mohorič  |
| 6    | 18 sierpnia | Riemst > Sittard-Geleen      | 182,2 km |     | pagórkowaty                | Gregor Mühlberger   | Matej Mohorič  |
| 7    | 19 sierpnia | Eau d'Heure > Geraardsbergen | 209,5 km |     | pagórkowaty                | Michael Matthews    | Matej Mohorič  |

### Etap 1 – 13.08: Heerenveen > Bolsward, 177,3 km
| #   | Zawodnik          | Zespół | Czas       |
| --- | ----------------- | ------ | ---------- |
| 1.  | Fabio Jakobsen    | QTS    | 4h 01' 00" |
| 2.  | Marcel Kittel     | KAT    | + 0"       |
| 3.  | Caleb Ewan        | MTS    | + 0"       |
|     |                   |        |            |
| 81. | Maciej Bodnar     | BOH    | + 0"       |
| 90. | Łukasz Wiśniowski | SKY    | + 0"       |

| #   | Zawodnik          | Zespół | Czas       |
| --- | ----------------- | ------ | ---------- |
| 1.  | Fabio Jakobsen    | QTS    | 4h 00' 50" |
| 2.  | Marcel Kittel     | KAT    | + 4"       |
| 3.  | Elmar Reinders    | RNL    | + 5"       |
|     |                   |        |            |
| 85. | Maciej Bodnar     | BOH    | + 10"      |
| 93. | Łukasz Wiśniowski | SKY    | + 10"      |

### Etap 2 – 14.08: Venray, 12,7 km
| #   | Zawodnik             | Zespół | Czas    |
| --- | -------------------- | ------ | ------- |
| 1.  | Stefan Küng          | BMC    | 14' 11" |
| 2.  | Victor Campenaerts   | LTS    | + 14"   |
| 3.  | Søren Kragh Andersen | SUN    | + 15"   |
|     |                      |        |         |
| 9.  | Maciej Bodnar        | BOH    | + 23"   |
| 46. | Łukasz Wiśniowski    | SKY    | + 51"   |

| #   | Zawodnik             | Zespół | Czas       |
| --- | -------------------- | ------ | ---------- |
| 1.  | Stefan Küng          | BMC    | 4h 15' 11" |
| 2.  | Victor Campenaerts   | LTS    | + 14"      |
| 3.  | Søren Kragh Andersen | SUN    | + 15"      |
|     |                      |        |            |
| 9.  | Maciej Bodnar        | BOH    | + 23"      |
| 46. | Łukasz Wiśniowski    | SKY    | + 51"      |

### Etap 3 – 15.08: Aalter > Antwerpia, 166 km
| #    | Zawodnik           | Zespół | Czas       |
| ---- | ------------------ | ------ | ---------- |
| 1.   | Taco van der Hoorn | RNL    | 3h 47' 42" |
| 2.   | Maxime Vantomme    | WVA    | + 3"       |
| 3.   | Sean De Bie        | VWC    | + 3"       |
|      |                    |        |            |
| 67.  | Maciej Bodnar      | BOH    | + 1' 11"   |
| 105. | Łukasz Wiśniowski  | SKY    | + 2' 32"   |

| #   | Zawodnik          | Zespół | Czas       |
| --- | ----------------- | ------ | ---------- |
| 1.  | Matej Mohorič     | TBM    | 8h 03' 45" |
| 2.  | Sean De Bie       | VWC    | + 1"       |
| 3.  | Stefan Küng       | BMC    | + 19"      |
|     |                   |        |            |
| 12. | Maciej Bodnar     | BOH    | + 42"      |
| 87. | Łukasz Wiśniowski | SKY    | + 2' 31"   |

### Etap 4 – 16.08: Blankenberge > Ardooie, 165,5 km
| #   | Zawodnik          | Zespół | Czas       |
| --- | ----------------- | ------ | ---------- |
| 1.  | Jasper Stuyven    | TFS    | 3h 44' 46" |
| 2.  | Caleb Ewan        | MTS    | + 0"       |
| 3.  | Zdeněk Štybar     | QTS    | + 0"       |
|     |                   |        |            |
| 28. | Maciej Bodnar     | BOH    | + 0"       |
| 96. | Łukasz Wiśniowski | SKY    | + 0"       |

| #   | Zawodnik          | Zespół | Czas        |
| --- | ----------------- | ------ | ----------- |
| 1.  | Matej Mohorič     | TBM    | 11h 48' 28" |
| 2.  | Sean De Bie       | VWC    | + 3"        |
| 3.  | Stefan Küng       | BMC    | + 22"       |
|     |                   |        |             |
| 13. | Maciej Bodnar     | BOH    | + 45"       |
| 81. | Łukasz Wiśniowski | SKY    | + 2' 34"    |

### Etap 5 – 17.08: Sint-Pieters-Leeuw > Lanaken, 209,2 km
| #    | Zawodnik            | Zespół | Czas       |
| ---- | ------------------- | ------ | ---------- |
| 1.   | Magnus Cort Nielsen | AST    | 4h 39' 50" |
| 2.   | Julius van den Berg | EFD    | + 0"       |
| 3.   | Alexis Gougeard     | ALM    | + 0"       |
|      |                     |        |            |
| 90.  | Maciej Bodnar       | BOH    | + 33"      |
| 149. | Łukasz Wiśniowski   | SKY    | + 8' 19"   |

| #    | Zawodnik          | Zespół | Czas        |
| ---- | ----------------- | ------ | ----------- |
| 1.   | Matej Mohorič     | TBM    | 16h 28' 51" |
| 2.   | Sean De Bie       | VWC    | + 3"        |
| 3.   | Stefan Küng       | BMC    | + 22"       |
|      |                   |        |             |
| 13.  | Maciej Bodnar     | BOH    | + 45"       |
| 141. | Łukasz Wiśniowski | SKY    | + 10' 20"   |

### Etap 6 – 18.08: Riemst > Sittard-Geleen, 182,2 km
| #   | Zawodnik          | Zespół | Czas       |
| --- | ----------------- | ------ | ---------- |
| 1.  | Gregor Mühlberger | BOH    | 4h 05' 10" |
| 2.  | Tim Wellens       | LTS    | + 3"       |
| 3.  | Zdeněk Štybar     | QTS    | + 3"       |
|     |                   |        |            |
| 29. | Maciej Bodnar     | BOH    | + 11"      |
| 73. | Łukasz Wiśniowski | SKY    | + 9' 45"   |

| #   | Zawodnik           | Zespół | Czas        |
| --- | ------------------ | ------ | ----------- |
| 1.  | Matej Mohorič      | TBM    | 20h 34' 12" |
| 2.  | Michael Matthews   | SUN    | + 30"       |
| 3.  | Taco van der Hoorn | RNL    | + 32"       |
|     |                    |        |             |
| 6.  | Maciej Bodnar      | BOH    | + 36"       |
| 95. | Łukasz Wiśniowski  | SKY    | + 19' 54"   |

### Etap 7 – 19.08: Eau d'Heure > Geraardsbergen, 209,5 km
| #   | Zawodnik          | Zespół | Czas       |
| --- | ----------------- | ------ | ---------- |
| 1.  | Michael Matthews  | SUN    | 4h 38' 36" |
| 2.  | Greg Van Avermaet | BMC    | + 1"       |
| 3.  | Zdeněk Štybar     | QTS    | + 3"       |
|     |                   |        |            |
| 31. | Maciej Bodnar     | BOH    | + 54"      |
| DNS | Łukasz Wiśniowski | SKY    | -          |

| #   | Zawodnik         | Zespół | Czas        |
| --- | ---------------- | ------ | ----------- |
| 1.  | Matej Mohorič    | TBM    | 25h 13' 01" |
| 2.  | Michael Matthews | SUN    | + 5"        |
| 3.  | Tim Wellens      | LTS    | + 20"       |
|     |                  |        |             |
| 17. | Maciej Bodnar    | BOH    | + 1' 17"    |

## Liderzy klasyfikacji po etapach
| Etap                 | Zwycięzca            | Klasyfikacja generalna | Klasyfikacja punktowa | Klasyfikacja sprinterska | Klasyfikacja drużynowa |
| -------------------- | -------------------- | ---------------------- | --------------------- | ------------------------ | ---------------------- |
| 1                    | Fabio Jakobsen       | Fabio Jakobsen         | Fabio Jakobsen        | Dries De Bondt           | Quick-Step Floors      |
| 2                    | Stefan Küng          | Stefan Küng            | Stefan Küng           | Dries De Bondt           | BMC Racing Team        |
| 3                    | Taco van der Hoorn   | Matej Mohorič          | Fabio Jakobsen        | Taco van der Hoorn       | BMC Racing Team        |
| 4                    | Jasper Stuyven       | Matej Mohorič          | Caleb Ewan            | Elmar Reinders           | BMC Racing Team        |
| 5                    | Magnus Cort Nielsen  | Matej Mohorič          | Caleb Ewan            | Dries De Bondt           | BMC Racing Team        |
| 6                    | Gregor Mühlberger    | Matej Mohorič          | Caleb Ewan            | Elmar Reinders           | Quick-Step Floors      |
| 7                    | Michael Matthews     | Matej Mohorič          | Zdeněk Štybar         | Elmar Reinders           | Quick-Step Floors      |
| Klasyfikacje końcowe | Klasyfikacje końcowe | Matej Mohorič          | Zdeněk Štybar         | Elmar Reinders           | Quick-Step Floors      |

## Klasyfikacje końcowe

### Klasyfikacja generalna
| M-ce | Zawodnik              | Zespół            | Czas        |
| ---- | --------------------- | ----------------- | ----------- |
| 1.   | Matej Mohorič         | Team Sunweb       | 25h 13' 01" |
| 2.   | Michael Matthews      | Team Sunweb       | + 5"        |
| 3.   | Tim Wellens           | Lotto Soudal      | + 20"       |
| 4.   | Maximilian Schachmann | Quick-Step Floors | + 25"       |
| 5.   | Dylan van Baarle      | Team Sky          | + 34"       |
| 6.   | Greg Van Avermaet     | BMC Racing Team   | + 37"       |
| 7.   | Søren Kragh Andersen  | Team Sunweb       | + 39"       |
| 8.   | Gregor Mühlberger     | Bora-Hansgrohe    | + 43"       |
| 9.   | Niki Terpstra         | Quick-Step Floors | + 43"       |
| 10.  | Jasper Stuyven        | Trek-Segafredo    | + 50"       |
|      |                       |                   |             |
| 17.  | Maciej Bodnar         | Bora-Hansgrohe    | + 1' 17"    |

| M-ce | Zawodnik              | Zespół            | Punkty |
| ---- | --------------------- | ----------------- | ------ |
| 1.   | Zdeněk Štybar         | Quick-Step Floors | 66     |
| 2.   | Caleb Ewan            | Mitchelton-Scott  | 64     |
| 3.   | Maximilian Schachmann | Quick-Step Floors | 51     |
| 4.   | Michael Matthews      | Team Sunweb       | 49     |
| 5.   | Jasper Stuyven        | Trek-Segafredo    | 41     |
|      |                       |                   |        |
| 28.  | Maciej Bodnar         | Bora-Hansgrohe    | 11     |

| M-ce | Zawodnik         | Zespół                      | Punkty |
| ---- | ---------------- | --------------------------- | ------ |
| 1.   | Elmar Reinders   | Roompot-Nederlandse Loterij | 58     |
| 2.   | Thomas Sprengers | Sport Vlaanderen–Baloise    | 34     |
| 3.   | Jonas Rickaert   | Astana Pro Team             | 29     |

| \| M-ce \| Zespół \| Czas \| \| ---- \| ------------------- \| ----------- \| \| 1. \| Quick-Step Floors \| 75h 40' 38" \| \| 2. \| Team LottoNL-Jumbo \| + 3' 13" \| \| 3. \| Wanty-Groupe Gobert \| + 3' 46" \| \| 4. \| Bora-Hansgrohe \| + 3' 54" \| \| 5. \| Team Sunweb \| + 5' 44" \| |                     |             |
| M-ce | Zespół              | Czas        |
| 1. | Quick-Step Floors   | 75h 40' 38" |
| 2. | Team LottoNL-Jumbo  | + 3' 13"    |
| 3. | Wanty-Groupe Gobert | + 3' 46"    |
| 4. | Bora-Hansgrohe      | + 3' 54"    |
| 5. | Team Sunweb         | + 5' 44"    |